# NIPRNet
NIPRNet(Non-classified Internet Protocol(IP) Rouyter Network)은 사설망 사용자 간에 유통 통제 대상 정보를 포함하여 기밀이 아닌 정보를 교환하는 데 사용되는 IP 네트워크이다. NIPRNet은 또한 사용자에게 인터넷 액세스를 제공한다.
미국 국방부의 세 가지 주요 네트워크 중 하나이다. 다른 것에는 SIPRNet과 JWICS가 포함된다.

## 역사
NIPRNet은 미국 국방부(DOD)가 소유한 인터넷 프로토콜 라우터로 구성된다. 이는 1980년대에 만들어졌으며 이전 MILNET을 대체하기 위해 DISA(Defense Information Systems Agency)에서 관리했다.

## 같이 보기
- SIPRNet
- 인텔리피디아